# Флора Москвы
Флора Москвы — исторически сложившаяся совокупность видов растений, распространённых на территории этого города.

## История изучения флоры Москвы
История изучения флоры города Москвы тесно связана с изучением флоры России и Подмосковья. Территория Подмосковья и Москвы считается одной из наиболее изученных в флористическом отношении районов России.
Огромное влияние и на интенсивность и качественность флористических исследований оказали такие академические фундаментальные сводки, как 4-томная «Flora Rossica» («Флора России», опубликованная на латинском языке К. Ф. Ледебуром в 1841—1853 годах) и, конечно, 30-томная «Флора СССР» (1934—1964), авторами которой были многие выдающиеся советские ботаники. Определяющую роль в изучении московской флоры, накоплении обширных гербарных материалов сыграли ученые московских научно-исследовательских институтов и вузов, в том числе Московского университета. Подробное представление об истории изучения флоры и растительности территории современной Московской области, включая и город Москву, содержится в обстоятельной сводке «Флора и растительность Московской области. (История изучения и аннотированная библиография)».
Интерес к растениям, окружающим человека, был всегда. Первоначально этот интерес диктовался потребительскими целями, изучением пищевых, лекарственных, технических свойств растений, но постепенно с ростом численности населения и его плотности человек переходит к производственной деятельности, от поиска и сбора полезных растений — к их культивированию.
Начиная с VIII века, заселившие эти земли славяне стали строить деревни и города, занимаясь земледелием, скотоводством, охотой, рыболовством, промыслами и ремёслами. До конца XV века Москва состояла из отдельных частей, связанных речными долинами, между которыми сохранялись участки естественной растительности, чередующихся с сельскохозяйственным ландшафтом. К этому периоду относятся первые отрывочные сведения о лесных и заболоченных пространствах в окрестностях Москвы, которые можно было почерпнуть из путевых записок западных дипломатов и купцов регулярно посещавших Московское княжество. Тогда же в Москве были заложены первые обширные сады, основу коллекций которых составляли лекарственные растения. Один из них, расположенный напротив Кремля на набережной реки Москвы, был организован в 1495 году, а другой заведённый в XVI веке как аптекарский огород для нужд царской аптеки, на правом берегу реки Неглинной.
В XVI—XVII веках в черте города на реках строятся плотины, местами изменился рельеф, были возведены укрепления Белого и Земляного города, которые стали основой для сохранившейся по сей день радиально-кольцевой застройки Москвы с системой крепостных стен и земляных укреплений. Появились ремесленные и иные профессиональные слободы. Необходимость искусственных мер по защите природной среды стала очевидной уже при Иване Грозном и Борисе Годунове. При императрице Елизавете был издан первый указ «О выводе вредных предприятий из Москвы». Интенсивность хозяйственного освоения территории города заставила объявить заповедными последние крупные лесные массивы — Погонно-Лосиный остров и Измайловский Зверинец.
В 1549 году в Вене были изданы «Записки о Московских делах» австрийского дипломата Сигизмунда фон Герберштейна, побывавшего в России в 1517 и 1526 годах, где он пишет о подмосковных лесах, обилии орешника, о развитии земледелия и качестве почв.
В записках саксонского путешественника Адама Олеария, посетившего Москву в 1633 и 1636 годах, изданных в Шлезвиге в 1647 году, отмечается, что основным строительными материалом москвичей были сосна и ель, а площади, занятые хвойными породами, уменьшались, замещаясь березняками.
Систематическое изучение растительного покрова ближайших окрестностей Москвы началось в XVIII веке. К этому времени относятся первые списки растений Московской флоры и первые гербарии. В 1706 году за Сухаревой башней по указу Петра I был основан «Московский аптекарский огород», приобретённый позднее (в 1805 году) Московским университетом и сохранившийся до сих пор. В 1735 году его возглавил доктор медицины Трауготт Гербер, автор рукописной работы Catalogus plantarum circa Mosquarum crescentiumо (1742), посвящённой московской флоре. Работы была написана на латинском языке и содержала названия около двухсот видов растений.
Около 1756 года П. А. Демидов, один из членов семьи известных русских промышленников, организовал на склоне левобережья долины Москвы-реки ботанический сад (ныне здесь находится Нескучный сад), издав в 1786 году каталог растений своего сада, где были перечислены 4363 вида растений. Нескучный сад и сегодня — одно из любимых мест отдыха москвичей.
Первые же научные публикации о растениях Москвы связаны с именем академика Петербургской Академии Наук Петра Симона Палласа, осуществившего в 1768—1774 годах путешествие по различным провинциям Российской империи: с 4 по 14 июля 1786 года он посетил Аптекарский огород близ Сухаревой башни, осмотрел богатые окаменелостями крутые берега в долине Москвы-реки близ живописного села Хорошёво (тогда дальнего пригорода), а также посетил Братцево на Сходне; позднее в 1781 году, он почти месяц изучал коллекции ботанического сада П. А. Демидова, любителя ботаники и пчеловодства. Не оставил он без внимания «прекрасное травохранилище», где хранились загербаризованные растения ботанического сада Демидова. Итогом этого изучения стала публикация в 1781 году «Enumiratio plantarum borto Demidof», имевшая второй титул «Каталог растений сада Демидова», в котором писал: «Сад сей не только не имеет себе подобного во всей России, но со многими в других Государствах славными ботаническими садами сравнен быть может как редкостью, так и множеством содержащихся в оном растений…».
Автором первой напечатанной «московской флоры», Enumeratio stirpium agri Mosquensis, изданной в 1792 году, стал Фридрих Стефан, возглавлявший после Гербера Московский аптекарский огород и уделявший специальное внимание растениям ближайшего Подмосковья. В работе содержатся описания 860 видов (в том числе 701 вида сосудистых растений), с указанием их местообитаний, времени цветения и известных местонахождений. Ему принадлежит авторство травника-атласа растений растущих дико около Москвы (всего около 50 видов) с раскрашенными от руки таблицами (Icones plantarum Mosquensitum, ad bistorium plantarum sponte circa Mosquam crescentium illustrandan), опубликованного в 1795 году.
К концу XVIII — началу XIX веков территория Москвы была расширена и составляла 70 кв. км. Её основу составляла диффузная усадебно-деревянная застройка в пределах Камер-Коллежского вала. Тогда же был достигнут естественный предел освоения природных ландшафтов: лесистость Московской губернии составляла уже 43 %, а площадь под пашней возросла до 40 %.
После пожара 1812 года в городе было построено много каменных зданий, а с 1830—1840-х годов город стал одним из крупнейших промышленных центров России. В XIX веке в Москве преобладала малоэтажная застройка, прерываемая частыми усадьбами и садами. Все это вызывало трансформацию городского рельефа, растительности, погодного режима, санитарного состояния и т. д. И всё же 16 % территории города тогда занимали парки, сады, бульвары и кладбища, а 8 % — суходольные луга, пустыри, заболоченные территории и водоёмы.
Дальнейшее развитие флористических работ в Москве и Подмосковье связано с рядом знаменательных событий. В 1805 году при Московском университете было основано Московское общество испытателей природы (МОИП) — старейшее русское естественно-научное общество, объединившее под своей эгидой не только специалистов, но и большой отряд любителей-натуралистов. На страницах его «Бюллетеня» и в других изданиях МОИП были опубликованы множество флористических статей и заметок. Одним из основателей МОИП был немецкий ботаник, автор «Флоры Германии» Г. Ф. Гофман, приглашённый в Московский университет в связи с организацией кафедры ботаники и возглавивший её в 1804 году. Он способствовал приобретению университетом Московского аптекарского огорода, на базе которого в 1805 году был устроен ботанический сад. Г. Ф. Гофман основал и университетский гербарий, в котором к настоящему времени собран огромный материал, в том числе и по флоре Москвы.
Вторым исследованием «московской флоры» считается сочинение Г. Марциуса «Введение в московскую флору», напечатанное в 1812 ? году, с описанием 796 видов сосудистых растений и 76 мхов.
Среди заметно возросшего числа флористических публикаций важные сведения о подмосковной флоре содержатся в работах Ф. В. Лондеса, О. Я. Либошица, К. А. Триниуса, М. И. Адамса и особенно Л. Ф. Гольдбаха, составившего в 1823 году критическое обозрение московской флоры «О судьбах и развитии гербарного дела, в особенности Российской империи» (на латинском языке) и М. А. Максимовича, опубликовавшего в 1826 году «Список растений Московской флоры»
В 1828 году вышла в свет «Московская флора, или описание растений, дикорастущих в Московской губернии» И. А. Двигубского, составленная на основе списка М. А. Максимовича, ставшая третьей «московской флорой» и первой на русском языке, в которой охарактеризовано уже 929 видов, в основном дикорастущих или одичалых цветковых растений. Этой работой был подведён итог первому периоду изучения московской флоры, в основном растений ближайших окрестностей Москвы, ныне вошедших в границы городской черты.
В последней четверти XIX века за пределами Камер-Коллежского вала стали строиться многочисленные заводы и фабрики с прилежащими к ним рабочими слободами, сливавшиеся в обширные промышленные зоны типа Пресни, Нижних Котлов, Преображенского и др. Увеличились приток населения и плотность застройки, значительную часть усадебных домов сменили многоэтажные дома.
Москва и её ближайшие окрестности, как и многие другие промышленные города Европы, практически превратились в сплошной антропогенно-трансформированный ландшафт.
Возросший после 1828 года поток флористических работ сопровождался повышением научного уровня. Этому в значительной степени способствовала публикация в 1841—1843, 1851, 1853 годах классической «Флоры России» К. Ф. Ледебура (на латинском языке). В этом издании не только были уточнены названия растений нашей флоры, но и приведены более точные данные по их распространению и экологии, что дало толчок к переходу к новому периоду изучения московской флоры — ботанико-географическому.
Среди многочисленных теперь флористических работ (по данным А. В. Щербакова, в середине XIX века ежегодно публиковалось 2—3 работы, а в конце — более 10) особо выделяются публикации Н. И. Анненкова, обобщившего в 1851 году фенологические наблюдения над дикорастущими растениями окрестностей Москвы за период с 1844 по 1849 годы, а также данные по акклиматизации в Москве более 100 видов древесных пород, опубликованные в 1856 году. Он же автор научно-популярных работ: «Простонародные названия русских растений» (1858) и «Ботанический словарь. Справочная книга для ботаников, сельских хозяев, садоводов, лесоводов, фармацевтов, врачей, дрогистов, путешественников по России и вообще сельских жителей» (1878), содержащий краткие сведения об употреблении растений в народе.
Разнообразные исследования проводились в лесной опытной станции в Петровско-Разумовском (ныне принадлежит Московской сельскохозяйственной академии), где в 1862 году были проведены лесоустроительные работы, и начаты наблюдения по флористике, экологии, фенологии, продолжающиеся по настоящее время.
Критическая переработка всего накопленного флористического материала была осуществлена Н. Н. Кауфманом, возглавившим кафедру ботаники Московского университета в 1863 году и ботанический сад в 1865 году. В его «Московской флоре», выдержавшей два издания (1866, 1889), был впервые в России применён ботанико-географический подход к изучению флоры. После её опубликования в последующих исследованиях региональных флор произошёл переход от констатации и некритического перечисления растений к выверке названий и диагнозов, достоверности данных на основе гербарных сборов, выявлению ботанико-географических закономерностей в формировании растительности.
Весомым дополнением к его «Московской флоре» стал гербарий, содержавший большое количество сборов из ближайших окрестностей Москвы (ныне входящих в черту города), насчитывавший около 900 номеров, завещанный им Московскому университету.
Выход в свет в 1892 году «Флоры Средней России» П. Ф. Маевского ознаменовал новый этап флористических исследований и оказал существенное влияние на дальнейшее изучение флоры Московской и сопредельных областей вообще и флоры города Москвы, в частности. Взяв за основу сведения, собранные профессором Московского университета, математиком В. Я. Цингером и опубликованные в 1885 году в «Сборнике сведений о флоре Средней России», он разработал учебно-научное пособие, позволившее привлечь к изучению растений Европейской России огромный отряд молодых специалистов-биологов, познававших растения через «Флору» П. Ф. Маевского, которая к настоящему времени выдержала уже 10 изданий (последнее было опубликовано в 2006 году). «Флора» П. Ф. Маевского стала центральным фундаментальным периодическим изданием, отражающим качественные изменения во флоре средней полосы европейской части России, в том числе и её городов, вот уже на протяжении более 120 лет.
Велик вклад в изучение растительного мира московского региона четырёхтомной «Иллюстрированной флоры Московской губернии» Д. П. Сырейщикова, опубликованной в 1906—1914 годах. Она включала в себя многочисленные сведения специалистов и любителей, и прежде всего, материалы «Критического обзора московской флоры» А. Н. Петунникова. На основе этой флоры с рядом существенных дополнений Д. П. Сырейщиковым в 1927 году был издан краткий определитель растений Московской губернии, до настоящего времени сохраняющий своё актуальное значение.
Этапная работа Д. П. Сырейщикова, несомненно, способствовала интенсификации дальнейших флористических исследований, но специальных работ по флоре Москвы было относительно мало.
В послереволюционный период в Москве были организованы такие ботанические исследовательские учреждения, как Всесоюзный институт лекарственных и ароматических растений с ботаническим садом (1931), Институт леса (1919), Луговой институт (1922) и ряд других, а также новые вузы, при которых организовывались гербарии, закладывались питомники, развивались новые направления изучения растительного покрова, индивидуальные и разобщённые исследования уступили место планомерному и комплексному изучению растительного покрова, взаимодействия городской среды и природы.
В 1920—1930-х годах всё большее внимание стало уделяться проблемам охраны растительного мира. Так, Н. С. Елагин в статье «Охрана природы в Московской Губернии», опубликованной в журнале «Московский краевед» в 1928 году, привёл основные результаты инвентаризации растительных сообществ, подлежащих охране на территории всех заказников, заповедников и парков этой территории, а П. А. Иванов и В. В. Алёхин тогда опубликовали проект организации на базе Нескучного сада Москвы «краевого парка». С 1929 года садово-парковый подотдел Московского отдела коммунального хозяйства приступил к обследованию растительных ресурсов, имевшихся в бывших дворянских усадьбах, где в течение XVIII—XIX веков были высажены ценные древесные породы. В число этих объектов вошла и опытная станция в Петровско-Разумовском. В этот же период получили развитие фенологические наблюдения за растениями Москвы и Подмосковья. Особую ценность они имели по отношению к интродуцентам — растениям других регионов и других стран, выращиваемых в условиях Москвы. Из их числа пополнялся ассортимент растений, используемых в озеленении столицы.
Рост города, а также числа заводов, фабрик, складских зон, пустырей, свалок, придорожных участков и занимаемой ими площади не мог не сказаться на притоке в город заносных и сорных растений, находящих здесь вторую родину. Интересна в этом плане статья сотрудника ботанического сада МГУ А. В. Кожевникова «Сорная и адвентивная флора Московского ботанического сада», опубликованная в Бюллетене МОИП в 1935 году, с характеристикой 222 видов мусорных и бурьянных растений («урбанистов»), сорных растений посевов, местных — «туземных» растений из естественных местообитаний и занесённых человеком из других географических (преимущественно южных) регионов. Эта статья получила современное отражение и развитие в работе «Конспект флоры адвентивных растений Московской области», в которой подытожены наблюдения за последние 200 лет и приведены денные по распространению заносных растений в Москве.
Значимой для Москвы стала организация в 1945 году в Останкине Главного ботанического сада Академии Наук СССР (ныне — ГБС им. Н. В. Цицина РАН), возглавившего работы по изучению флоры и растительности Москвы и привлечению в озеленение видов и форм отечественной природной флоры и зарубежных растений.
Особенно значительными для Москвы оказались перемены в период 1950—1970 годов, когда территория Москвы значительно расширилась (в начале 1960-х годов новая граница города была проведена по построенной тогда Московской кольцевой дороге), а на месте старых подмосковных сёл и деревень (Черёмушек, Фили, Кузьминок, Бескудниково и др., всего около 160) появились новые жилые кварталы. Значительно возросла и численность населения (темпы прироста его составили до 300 тыс. человек в год). Заметно увеличилась нагрузка на уцелевшие природные территории и их живое население — флору и фауну.
В районах новой застройки участки старовозрастных насаждений были сведены и заменены искусственными молодыми посадками, осушены болотные участки, сокращены площади под лугами, деревенские сады уступили место новым городским насаждениям, паркам и скверам. Особенно интенсивно процесс урбанизации шёл в 1970—1980-х годах, когда новые территории города были стремительно освоены и встал вопрос о новом его расширении, уже за пределы МКАД.
В это время флористические исследования в городе в значительной степени сосредоточились на изучении адвентивной и синантропной флоры города, а также на проблемах сохранения биоразнообразия на его территории. Последнему, в частности, способствовало принятие 27 октября 1960 года первого в истории страны «Закона РСФСР об охране природы». Именно им была заложена законодательная основа для охраны воздуха, вод, почв, растительного и животного мира для организации разных типов особо охраняемых природных территорий, а также оговорён процесс участия государственных органов и общественности в охране природы. Этот закон дал правовую основу для создания иных (кроме государственных заповедников) типов охраняемых природных территорий, для создания которых уже не требовалось изъятия земель и на которых допускалось ведение хозяйственной деятельности, не угрожающей охраняемым природным объектам, — заказников и памятников природы.
Если в 1960—1970-х годах заказники и памятники природы создавались в основном за пределами города, в Подмосковье, то начиная с 1980-х годов этот процесс активно пошёл и в черте города Москвы. При этом, согласно положению об этих охраняемых территориях, для обоснования их создания требовалось проведение естественнонаучного, в том числе и ботанического, обследования предлагаемых к охране участков. На территории Москвы в 1983 году был создан один из первых в России национальных парков — «Лосиный остров», территория которого также была исследована в ботаническом отношении, что было важно и с точки зрения организации правильного зонирования территории.
Значительная роль сохранения зелёного наряда города принадлежит также многим природно-историческим объектам. В первую очередь к ним относятся памятники садово-паркового искусства. В Москве это, прежде всего, усадьбы Останкино, Кусково, Узкое и ряд других, а также Нескучный сад, территория Всероссийского выставочного центра и прилежащая к ней территория Главного ботанического сада РАН и ряд других. В последние годы эти объекты стали также предметом пристального внимания со стороны многих московских ботаников, зоологов и специалистов в области охраны природы.
Эколого-градостроительная концепция города Москвы, разработанная ещё в 1990 году, исходит от возможности восстановления природного разнообразия в городе благодаря ленточной конфигурации речных долин, обеспечивающих беспрепятственное перемещение вдоль них и связь отдельных местообитаний между собой. Глубокое проникновение в город зональных и региональных природных сообществ создаёт непрерывность экологической инфраструктуры города, повышает её устойчивость и способность к восстановлению при разрушении. Практически единственным природным элементом в Москве, как и в любом крупном городе, остаются зелёные насаждения. Они — основа природного комплекса города.

## Современные источники данных по флоре Москвы
Новейшим печатным источником по видовому составу флоры Москвы является «Список сосудистых растений Московской флоры» (Щербаков, Любезнова, 2018) , которая охватывает как дикорастущие, так и заносные растения (включая дичающие культурные). Для Москвы (в пределах МКАД) здесь приведено 1908 таксонов сосудистых растений (видов, подвидов и гибридов), в том числе 1006 заносных растений (52,7 %).
Открытая база данных «Флора Москвы» в Цифровом гербарии МГУ , являющаяся на сегодняшний день наиболее полным ресурсом по разнообразию растений столицы, насчитывает для Москвы (в современных границах) 2434 вида: 2223 вида сосудистых растений и 211 видов мохообразных. Эти данные основаны на доскональном учёте 37304 образцов гербарных коллекций, которые были оцифрованы в двух крупнейших гербариях Москвы — Гербарии Московского университета (MW) и Гербарии Главного ботанического сада РАН (MHA). База данных постоянно пополняется сведениями о новых образцах, для каждого из которых доступны высококачественное изображение, сопроводительная текстовая информация о времени, месте, авторе и условиях сбора, а также геопривязка с меткой на карте.
Гражданский проект «Флора Москвы | Flora of Moscow»  на популярной краудсорсинговой платформе iNaturalist был основан 29 декабря 2018 г. За первые два года проекта (сезоны 2019 и 2020 гг.) 1811 зарегистрированных пользователей обнаружили, сфотографировали и опубликовали онлайн 77223 точки произрастания 1128 видов сосудистых растений, в том числе несколько новых для флоры города видов. Этот онлайн-ресурс также не охватывает культурные растения, которые не дичают. Проект курируют сотрудники МГУ имени М. В. Ломоносова как часть портала «Флора России» .

## Таксономическая структура флоры
Флора города Москвы насчитывает 1647 видов сосудистых растений, относящихся к 640 родам и 136 семействам. Подавляющее большинство семейств, родов и видов относится к отделу Magnoliophyta. В его составе — почти 98 % видов флоры города. Преобладают представители класса Magnoliopsida (77,5 %), доля видов класса Liliopsida значительно ниже (22,5 %). На долю споровых и хвойных растений приходится около 2,3 % видов флоры. Среди них наибольшее разнообразие отмечается в отделе Polypodiophyta (17 видов).
Сравнение состава и систематической структуры флоры города Москвы с данными по флоре других регионов показывает, что основные пропорции флоры Москвы типичны для умеренных флор Голарктики.
Суммарная доля видов в 10 ведущих семействах составляет немногим более 56 % флоры города. Лидируют представители семейств Asteraceae и Poaceae, составляющие в сумме 22 % флоры города. Наблюдается увеличение, по сравнению с региональной флорой, роли некоторых семейств, богатых адвентивными видами — Brassicaceae, Fabaceae, Rosaceae, Chenopodiaceae и, одновременно, сокращение доли других семейств (Caryophyllaceae, Cyperaceae, Lamiaceae), занимающих в региональных флорах более высокие позиции. Подобное изменение структуры спектра ведущих семейств характерно для флор других городов и антропогенных ландшафтов.
Среднее число видов в одном семействе — 12. Более половины семейств имеют в своём составе 1—3 вида. Крупнейшим по числу видов является род Carex (47 видов). Роды, в составе которых имеется лишь один вид, преобладают и составляют 57 % от их общего числа

## Биоморфологическая структура флоры
Среди спектра жизненных форм в городской флоре преобладают многолетние травянистые растения (56 %). Доля однолетников примерно в 2 раза ниже — 27 %. В целом травянистые растения составляют около 90 % флоры города. На долю деревьев, кустарников, кустарничков, полукустарничков и полукустарников приходится лишь 10 % флоры. Среди древесных растений преобладают деревья.
| Жизненные формы | Число видов флоры | Доля во флоре, % |
| --------------- | ----------------- | ---------------- |
| Дерево          | 76                | 4,6              |
| Кустарник       | 70                | 4,3              |
| Кустарничек     | 11                | 0,7              |
| Полукустарничек | 5                 | 0,3              |
| Полукустарник   | 3                 | 0,2              |
| Многолетник     | 929               | 56,4             |
| Двулетник       | 103               | 6,3              |
| Однолетник      | 450               | 27,3             |
| Итого:          | 1647              | 100              |

Структура спектра жизненных форм в общих чертах соответствует таковым в других региональных флорах средней России. Но, в отличие от последних, в городской флоре отмечается увеличение доли однолетних растений (за счёт заносных видов) и деревьев и кустарников (за счёт дичающих из культуры).
Таким образом изменения структуры флоры города происходят в рамках структуры, присущей региональной флоре, а изменения соотношения отдельных групп растений в городской флоре следует рассматривать как эколого-ценотические, территориальные модификации региональной флоры.
Адвентивные виды растений составляют половину всей флоры города Москвы (824 вида). Они относятся к 423 родам и 102 семействам. Среди покрытосеменных растений доля адвентивных видов максимальна в классе Magnoliopsida (53 %), среди однодольных растений (Liliopsida), наоборот, преобладают аборигенные виды (около 57 %).
Во флоре Москвы наблюдаются различия по целому ряду показателей не только между группами аборигенных и адвентивных видов, но и между двумя основными фракциями адвентивной флоры — ксенофитами и эргазиофитами. Так разнообразие семейств, родов и видов выше в аборигенной фракции.
| Показатели/виды                 | Аборигенные | Ксенофиты | Эргазиофиты |
| ------------------------------- | ----------- | --------- | ----------- |
| Число семейств                  | 103         | 53        | 83          |
| Число родов                     | 358         | 224       | 256         |
| Число видов                     | 823         | 440       | 384         |
| Видов в 10 сем. (Доля во флоре) | 451 (54,8%) | 321 (73%) | 194 (50,4%) |
| Число видов на одно семейство   | 8           | 8,3       | 4,6         |

Среди адвентивных растений разнообразие семейств и родов выше во фракции эргазиофитов, но по числу видов лидируют ксенофиты. Число видов, приходящихся на одно семейство, примерно одинаково у ксенофитов и у аборигенных растений, у эргазиофитов этот показатель минимален. Суммарная доля видов в десяти ведущих семействах максимальна у ксенофитов (более 70 % состава фракции), во фракциях аборигенной флоры и эргазиофитов этот показатель заметно ниже.
Следовательно, для ксенофитов характерно небольшое число семейств с более высокой видовой насыщенностью, а для эргазиофитов, наоборот, относительно большое число маловидовых семейств.
Такая закономерность связана с деятельностью человека, который отбирал для своих нужд растения (декоративные, пищевые и др.) из самых разных таксонов и географических регионов. Группа же ксенофитов, как спонтанно сложившаяся, формировалась, главным образом, из представителей относительно небольшого числа семейств.
Отмечаются различия и в спектре ведущих семейств. В аборигенной фракции ведущие позиции занимают семейства Asteraceae, Poaceae и Cyperaceae, составляющие 25 % аборигенной флоры города. В спектре ксенофитов на первое место выходит семейство Poaceae, которое вместе с Asteraceae, Brassicaceae и Chenopodiaceae формируют половину всего состава фракции. Особенностью спектра эргазиофитов является усиление в нём роли семейства Rosaceae, занимающего вторую позицию, что объясняется высоким разнообразием этого таксона видами, привлекаемыми в культуру. В составе этой фракции виды семейств Asteraceae, Rosaceae и Poaceae составляют 27 %.
Самым большим по числу видов родом в аборигенной фракции является род Carex (43 вида), среди ксенофитов — Artemisia (12 видов), во фракции эргазиофитов — Acer (8 видов).
В спектре жизненных форм аборигенной флоры преобладают многолетние травы (72,3 %), доля однолетних и двулетних растений более чем в три раза ниже, деревья и кустарники представлены примерно одинаковым числом видов и составляют около 5 % её состава. Во фракции ксенофитов ведущая роль принадлежит одно- и двулетним растениям, составляющим более 60 % её состава. Характерной чертой спектра эргазиофитов является высокий показатель участия древесных растений — около 27 % (максимальный для сравниваемых групп). Доля одно- и двулетних видов достигает примерно такой же величины (около 28 %).
В составе адвентивной фракции по степени натурализации преобладают малоустойчивые, случайные и временные виды — эфемерофиты (53 %), которые появляются в городе благодаря постоянному непреднамеренному заносу их человеком из других регионов или за счёт случайного самосева из культивируемых популяций. Доля колонофитов достигает 24 %. Виды, расселяющиеся по антропогенным местообитаниям (эпекофиты) и (или) природным (агриофиты), составляют около 23 %.
Таким образом, высокое разнообразие адвентивной фракции, а соответственно и флоры города в значительной степени сформировано за счёт неустойчивых во времени и пространстве компонентов.
В структуре фракций адвентивной флоры присутствуют качественные и количественные различия по составу натурализовавшихся компонентов. Доля неустойчивых (эфемерофиты) и малоустойчивых (колонофиты) видов выше во фракции ксенофитов, соответственно — 54 % и 25 %. Суммарная доля эпекофитов и агриофитов выше во фракции эргазиофитов (около 26 %), причём преобладают последние (виды, способные внедряться в природные сообщества). Среди ксенофитов, наоборот, преобладают эпекофиты. Таким образом, непреднамеренно занесённые виды (ксенофиты) расселяются главным образом по вторичным местообитаниям, основным же источником внедряющихся в природные сообщества видов являются «беглецы из культуры» (Acer negundo, Heracleum sosnowskyi, Impatiens glandulifera, Impatiens parviflora, Solidago serotinoides и другие).

## Динамика флоры города
Город — высоко динамичная во времени система, изменение которой связано с различными экономическими и социальными факторами. Растительный покров, как элемент городской среды, прямо или косвенно испытывает на себе влияние всех этих факторов и явлений. Происходит сокращение численности и исчезновение одних видов, появление, увеличение встречаемости других.
Исчезнувшие виды флоры. Примерно за 150 лет наблюдений с территории города исчезло 104 вида растений. Некоторые исчезнувшие из природных местообитаний виды в настоящее время культивируются или встречаются в качестве случайно занесённых в антропогенных местообитаниях.
Сравнение спектра флоры и спектра исчезнувших видов показывает, что среди исчезнувших видов наблюдается заметное превышение доли споровых растений (главным образом, за счёт представителей Ophioglossopsida и Lycopodiopsida) и небольшое превышение доли Liliopsida, то есть, имеет место устойчивая тенденция сокращения видов именно этих таксономических групп. Среди исчезнувших видов нет представителей хвойных растений.
Исчезнувшие виды растений (ИР) относятся к 39 семействам. Среди них преобладают виды семейств Ranunculaceae, Orchidaceae, Cyperaceae, Scrophulariaceae, Poaceae. По соотношению числа ИР к числу видов в данном семействе более трети видов потеряли семейства Ericaceae, Orchidaceae, Gentianaceae, Botrychiaceae, Lycopodiaceae и другие. Некоторые одновидовые семейства из современной флоры города полностью исчезли (Orobanchaceae, Ophioglossaceae, Elatinaceae).
Среди исчезнувших растений преобладают многолетние травянистые растения (65 %) и совсем отсутствуют древесные растения.
Около 70 % исчезнувших видов — аборигенные растения. Среди них наиболее велика доля видов, приуроченных к местообитаниям с избыточным увлажнением — болотных, болотно-лесных, лугово-болотных, водных и прибрежных (более трети видов). Среди исчезнувших лесных преобладают опушечно-лесные и виды хвойных лесов. Обеднение аборигенной флоры происходит, в первую очередь, за счёт экологически специализированных видов и растений «пограничных», сукцессионно неустойчивых сообществ. Доля адвентивных растений составляет 30 % от числа исчезнувших видов.
Некоторые исчезнувшие растения относится к числу сокращающихся или очень редких в Московской области и других регионах (Coeloglossum viride, Cypripedium guttatum, Diplazium sibiricum, Gladiolus imbricatus, Hottonia palustris, Liparis loeselii, Orchis militaris, Pulsatilla patens и другие). Большинство исчезнувших адвентивных видов известно по единичным находкам. Позднее они не обнаружены и в Московской обл. (Anagallis foemina, Avena strigosa, Centaurea trichocephala, Chaerophyllum hirsutum, Meniocus linifolius, Onosma tinctoria, Sherardia arvensis, Stipagrostis plumosa).
Увеличение числа видов флоры. Наряду с процессом исчезновения видов, происходит противоположно направленный процесс — её обогащение за счёт адвентивных видов растений. Этот процесс наиболее ярко выражен именно на высоко урбанизированных территориях. В пределах Москвы адвентивный компонент флоры в прошлом был недостаточно изучен. По этим причинам его количественный рост может быть оценен лишь приблизительно. Примерно за 70 лет появилось около 200-(250) видов ксенофитов и около 150-(190) эргазиофитов.
Среди растений, появившихся примерно в начале XX века или в более позднее время, число адвентивных видов, увеличивших свою встречаемость, обилие составляет около 40 (50) видов. Среди них преобладают ксенофиты (Artemisia umbrosa, Atriplex oblongifolia, Bidens frondosa, Diplotaxis muralis, Geum macrophyllum, Lactuca tatarica, Lepidium densiflorum, Oenothera rubricaulis и др.). Доля эргазиофитов несколько ниже (Echinocystis lobata, Festuca arundinacea, Fraxinus pennsylvanica, Helianthus subcanescens, Solidago serotinoides, Symphytum caucasicum, Veronica filiformis и др.). Однако разнообразие местообитаний в которых встречаются виды, наоборот, в среднем выше у эргазиофитов.

## Редкие, охраняемые виды растений во флоре города Москвы
Цветущие весной: волчеягодник обыкновенный, ветреницы дубравная и лютичная, ландыш майский, калужница болотная, купальница европейская, первоцвет весенний, хохлатки плотная и полая, чина весенняя, медуница неясная.
Цветущие летом и осенью: купена душистая, земляника зелёная, подъельник обыкновенный, горец змеиный, герань Роберта, дрёма красная, колокольчик круглолистный, незабудка болотная, борец высокий, вереск обыкновенный, нивяник обыкновенный, гудайера ползучая, гвоздика Фишера.